# ヌーノ・ミゲル・サントス・ロドリゲス
ヌーノ・ミゲル・サントス・ロドリゲス（Nuno Miguel Santos Rodrigues 、1994年11月30日 - ）は、ポルトガル・タブア出身のプロサッカー選手。CDマフラ所属。ポジションは、ミッドフィールダー（攻撃的ミッドフィールダー）。

## 来歴
2019年7月28日、タッサ・ダ・リーガのオリヴェイレンセ戦でデビューを果たした。